# Henri Mondor
Henri Jean Justin Mondor (* 20. Mai 1885 in Saint-Cernin, Département Cantal; † 6. April 1962 in Neuilly-sur-Seine, Département Hauts-de-Seine) war ein französischer Chirurg und Literaturhistoriker. Er war unter anderem Mitglied der Académie française und Grand Officier de la Légion d’Honneur.

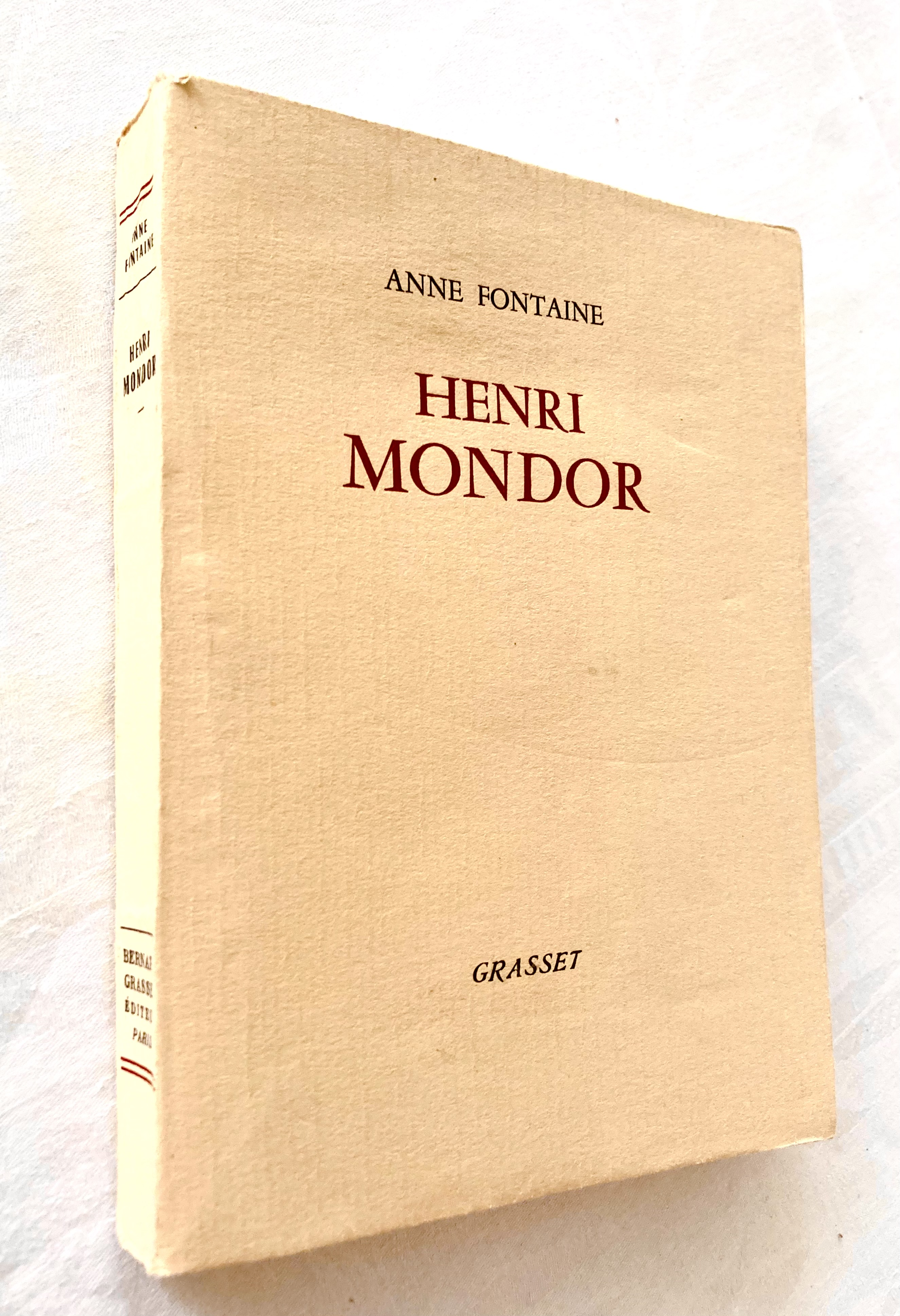
Henri Mondor, Anne Fontaine, Éditions Bernard Grasset, Paris 1960

## Leben
Der Sohn eines Grundschullehrers besuchte das Lycée Emile Duclaux von Aurillac. 1961 wurde er Mitglied der Académie des sciences.

## Verschiedenes

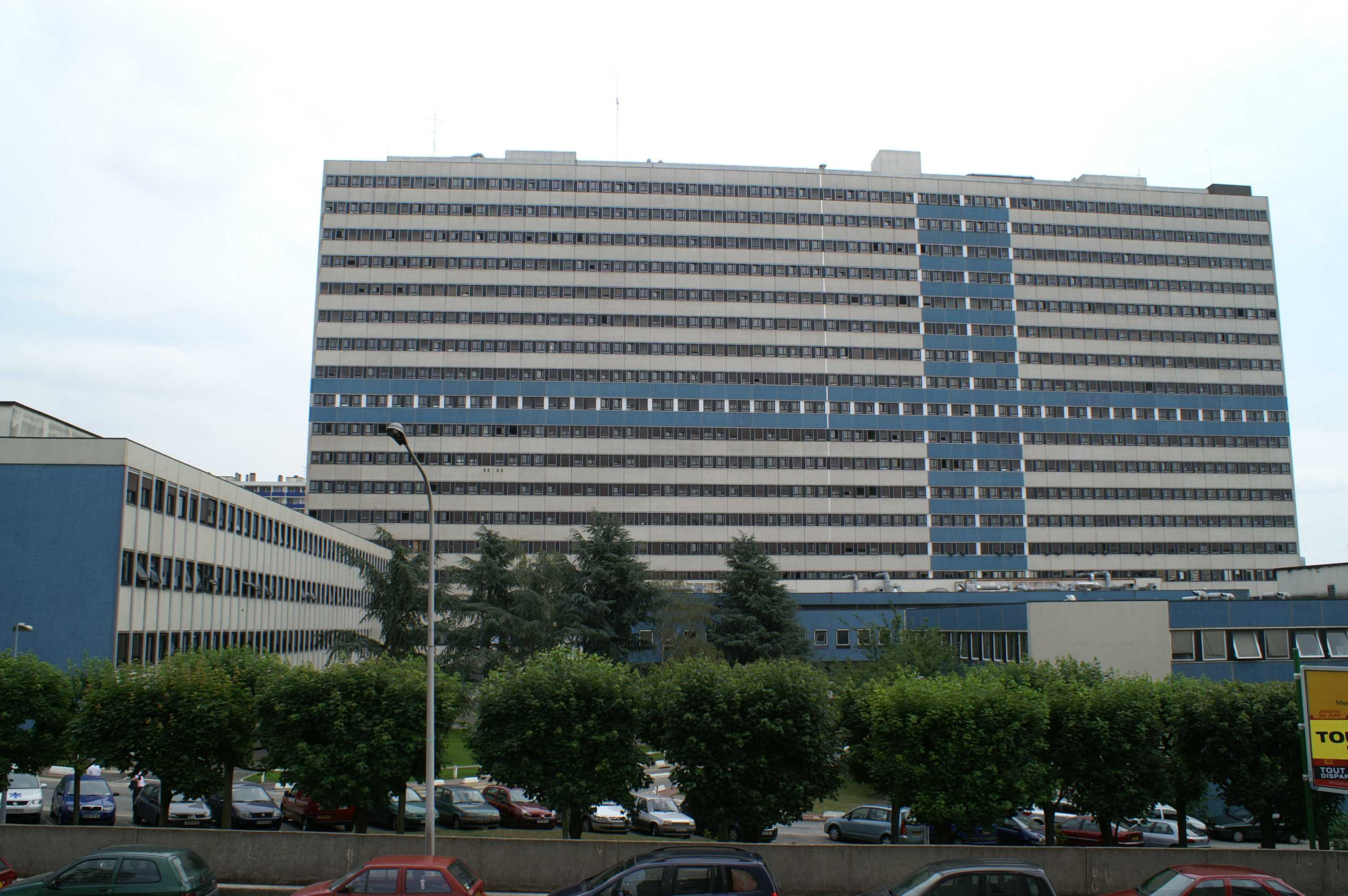
C.H.U. Henri Mondor in Créteil

Henri Mondor ist Namensgeber des Universitätsspitals C.H.U. Henri Mondor in Créteil, des Krankenhauses Centre hospitalier Henri Mondor in Aurillac und einem gleichnamigen Platz am Boulevard Saint-Germain in Paris, welcher vor der Universität Réne Descartes mit seiner medizinischen Fakultät (L’École de Médecine) gelegen ist.
Des Weiteren wird eine Venenentzündung an der Brustwand nach dem Erstbeschreiber auch als Mondor-Krankheit (Syn. Morbus Mondor) benannt.

## Schriften (Auswahl)
- mit Adhémar: Mediziner im Werk von Daumier. Genf 1981.